# 트랜스케톨레이스
트랜스케톨레이스(영어: transketolase) (EC 2.2.1.1)는 TKT 유전자에 의해 암호화되며, 모든 생물체의 오탄당 인산 경로와 광합성의 캘빈 회로에 관여하는 효소이다. 이 두 가지 대사 경로에서 반대 방향으로 작동하는 두 가지 중요한 반응을 촉매한다. 오탄당 인산 경로의 비산화적 단계의 첫 번째 반응에서 티아민 피로인산을 보조 인자로 사용하는 트랜스케톨레이스는 리보스 5-인산과 자일룰로스 5-인산을 세도헵툴로스 7-인산과 글리세르알데하이드 3-인산으로 전환시키는 반응을 촉매한다. 캘빈 회로에서 트랜스케톨레이스는 세도헵툴로스 7-인산과 글리세르알데하이드 3-인산을 5탄당 알도스인 리보스 5-인산과 5탄당 케토스인 자일룰로스 5-인산으로 전환시키는 역반응을 촉매한다.
오탄당 인산 경로에서 트랜스케톨레이스에 의해 촉매되는 두 번째 반응은 2-탄소 절편의 동일한 티아민 피로인산 매개 전이 반응을 포함하며 에리트로스 4-인산과 자일룰로스 5-인산을 과당 6-인산과 글리세르알데하이드 3-인산으로 전환한다. 다시 말하자면 캘빈 회로에서 정확히 동일한 반응이 일어나지만, 반응의 진행 방향은 반대이다. 더욱이 캘빈 회로에서 이 반응은 두 번째가 아니라 트랜스케톨레이스에 의해 촉매되는 첫 번째 반응이다.
포유류에서 트랜스케톨레이스는 오탄당 인산 경로와 해당과정을 연결하며, 과도한 당인산을 주된 탄수화물 대사 경로로 공급하는 역할을 한다. 트랜스케톨레이스는 NADPH의 생성, 특히 간 및 유선에 의한 지방산 합성과 간 및 부신에 의한 스테로이드 합성과 같이 생합성에 활발히 관여하는 조직에 필요하다. 티아민 피로인산은 칼슘과 함께 필수적인 보조 인자이다.
트랜스케톨레이스는 포유류의 각막에서 각막세포와 상피세포에 의해 풍부하게 발현되며, 각막 크리스탈린 중 하나로 알려져 있다.

## 생물종에서의 분포
트랜스케톨레이스는 세균, 식물, 포유류를 비롯한 다양한 생물들에서 광범위하게 발현된다. 다음의 유전자들은 사람에서 트랜스케톨레이스 활성을 가지고 있는 단백질을 암호화한다.
- TKT (트랜스케톨레이스)
- TKTL1 (트랜스케톨레이스 유사 단백질 1)
- TKTL2 (트랜스케톨레이스 유사 단백질 2)

## 구조
이 효소의 활성 부위의 입구는 주로 몇 가지 아르기닌, 히스티딘, 세린 및 아스파르트산 곁사슬로 구성되며 글루탐산 곁사슬은 보조 역할을 한다. 특정 Arg359, Arg528, His469 및 Ser386인 이들 곁사슬은 각각의 트랜스케톨레이스 효소 내에 보존되며 공여체 및 수용체 기질의 인산기와 상호작용을 한다. 기질 통로가 너무 좁기 때문에 공여체와 수용체 기질은 동시에 결합할 수 없다. 또한 기질은 이 좁은 통로를 수용하기 위해 활성 부위에 결합할 때 약간 확장된 형태로 순응한다.
이 효소는 케토스 및 알도스, 과당, 리보스 등을 포함하는 인산화 및 비인산화된 단당류와 같은 다양한 종류의 기질과 결합할 수 있지만 당의 하이드록실기의 입체배치에 대해 높은 특이성을 가지고 있다. 케토스 공여체의 3번 탄소(C3) 및 4번 탄소(C4)에 위치한 이러한 하이드록실기는 알도스 수용체의 1번 탄소(C1) 및 2번 탄소(C2) 위치와 정확하게 대응하기 위해 D-트레오 입체배치이어야 한다. 또한 Asp477, His30 및 His263 잔기와 상호작용하여 활성 부위의 기질을 안정화시킨다. 하이드록실기의 배치 또는 이들의 입체화학 둘 다를 고려한 이 입체배치의 붕괴는 결과적으로 잔기와 기질 사이의 수소 결합을 변화시켜 기질에 대한 친화도를 낮춘다.
이 경로의 전반부에서 His263은 C3 하이드록실기의 양성자를 효과적으로 추출하는 데 사용되며, 따라서 과당 6-인산으로부터 2탄소 부분이 절단될 수 있다. 이 단계를 진행시키는 데 필요한 보조 인자는 티아민 피로인산(TPP)이다. 효소에 대한 티아민 피로인산의 결합은 효소에 대한 주요 입체형태 변화를 일으키지 않는다. 대신 효소는 활성 부위에 두 개의 유연한 루프를 가지고 있어서 티아민 피로인산에 접근하고 결합할 수 있다. 따라서 이것은 활성 부위가 큰 입체형태 변화가 아닌 "닫힌" 입체형태를 가지도록 한다. 경로의 후반부에서 His263은 기질 수용체-TPP 복합체의 양성자 공여체로 사용되어 에리트로스 4-인산을 생성할 수 있다.
히스티딘 및 아스파르트산 곁사슬은 활성 부위 내에서 기질을 효과적으로 안정화시키고 또한 기질의 탈양성자화에 참여하는 데 사용된다. 구체적으로 His263과 His30 곁사슬은 기질 통로의 가장 깊은 곳인 기질의 알데하이드 말단과 수소 결합을 형성하고, Asp477은 기질의 알파 하이드록실기와 수소 결합을 형성하여 기질과 효과적으로 결합하고 적절한 입체화학을 확인하게 한다. 또한 Asp477은 활성 부위의 중간 방향과 기질의 알파 하이드록실기와의 상호작용으로 인해 중요한 촉매 효과를 가질 수 있다고 생각된다. 활성 부위의 가장 깊은 영역에 위치한 Glu418은 티아민 피로인산(TPP) 보조 인자를 안정화시키는 데 중요한 역할을 한다. 구체적으로 말하면 기질 분자로부터 보조 인자 보조 양성자 추출에 관여한다.
기질의 인산기는 또한 기질이 활성 부위에 들어갈 때 기질을 안정화시키는 데 중요한 역할을 한다. 이 인산기와 Arg359, Arg528, His469 및 Ser386 잔기 사이의 긴밀한 이온 결합 및 극성 상호작용은 집합적으로 인산기의 산소 원자와 수소 결합을 형성하여 기질을 안정화시킨다. 이온성은 Arg359로부터 인산기로 형성된 염다리에서 발견된다.

## 메커니즘
이 메커니즘의 촉매 작용은 티아졸리움 고리에서 티아민 피로인산의 탈양성자화에 의해 시작된다. 이 탄소 음이온은 공여체 기질의 카보닐기와 결합하여 C2와 C3 사이의 결합을 절단한다. 이 케토 절편은 티아민 피로인산의 C2 탄소에 공유 결합된 상태로 남아 있다. 그런 다음 공여체 기질이 방출되고 수용체 기질은 중간생성물 α-β-다이하이드록시에틸 티아민 피로인산과 결합된 절편이 수용체로 전달되는 활성 부위로 들어간다.
|  |

기질의 인산기와 상호작용하는 Arg359, Arg528, His469와 같은 활성 부위 입구의 아미노산을 알라닌으로 대체하는 효과를 시험하는 실험도 수행되었다. 이러한 대체는 촉매 활성이 손상된 돌연변이체 효소를 생성한다.

## 질병에서의 역할
트랜스케톨레이스 활성은 일반적으로 영양실조로 인한 티아민의 결핍으로 인해 감소한다. 각기병, 비오틴-티아민 반응 기저핵 질환, 베르니케-코르사코프 증후군 등 여러 질병들이(종합적인 목록은 티아민 문서를 참조) 티아민의 결핍과 관련이 있다.
베르니케-코르사코프 증후군에서 돌연변이가 입증되지는 않았지만, 티아민 결핍은 트랜스케톨레이스가 티아민에 대한 친화력이 감소된 환자에서만 베르니케-코르사코프 증후군으로 이어진다는 징후가 있다. 이러한 방식으로 트랜스케톨레이스의 활성이 크게 저하되고 결과적으로 전체적인 오탄당 인산 경로가 저해된다.
단신, 발달 지연 및 선천성 심장 결함(SDDHD, Short Stature, Developmental Delay, and congenital Heart Defects)로도 알려진 트랜스케톨레이스 결핍증은 TKT 유전자의 돌연변이로 인해 발생하는 상염색체 열성 질환이다. 이것은 발달 지연 및 지적 장애, 언어 지연 또는 부재, 단신 및 선천성 심장 결함을 포함하며, 유아기에 명백한 증상을 보이는 오탄당 인산 경로 대사 과정의 드문 장애이다. 추가로 보고된 특징으로는 저긴장증, 과잉행동, 상동적 행동, 안과적 이상, 청력 손상, 다양한 안면 기형 등이 있다. 실험실 분석 결과 혈장 및 오줌에서 폴리올(에리트리톨, 아라비톨 및 리비톨) 및 요당-인산(리보스 5-인산 및 자일룰로스/리불로스 5-인산)이 증가한 것으로 나타났다. 5명의 모든 환자로부터 얻은 세포 추출물은 잔류 트랜스케톨레이스 활성이 없거나 낮은 것으로 나타났다. 보일(Boyle) 등(2016년)은 필수적인 효소임에도 불구하고 트랜스케톨레이스 결핍이 생명과 직결되지 않는 이유를 동일한 기능을 가지는 다른 단백질에서 유래했을 가능성이 있는 일부 조직의 낮은 트랜스케톨레이스 활성으로 설명할 수 있다고 제안했다.

## 진단용
적혈구의 트랜스케톨레이스 활성은 티아민(비타민 B1)의 결핍시 감소되며, 진단이 의심스러운 경우 베르니케 뇌병증 및 기타 비타민 B1 결핍 증후군의 진단에 사용될 수 있다. 기준선 효소 활성(결핍 상태에서도 정상일 수 있음)과는 별도로 티아민 피로인산의 첨가한 후 효소 활성의 가속화는 티아민 결핍(0~15%는 정상, 15~25%는 결핍, 25% 초과는 심각한 결핍)으로 진단될 수 있다.

## 같이 보기
- 전이효소
- 트랜스알돌레이스
- 오탄당 인산 경로